# Sivaslı
Sivaslı est une ville et un district de la province d'Uşak dans la région égéenne en Turquie. À proximité se trouvent les vestiges de l'antique ville de Sébaste dont saint Blaise fut l'évêque.